# Tony Terran
Tony Terran nebo též Anthony Terran (30. května 1926 Buffalo, New York, USA – 20. března 2017, Los Angeles, Kalifornie, USA) byl americký trumpetista. Hrál na mnoha nahrávkách jako session hudebník, mezi jeho partnery patřili například Frank Sinatra, Nat King Cole, Ella Fitzgerald, Lalo Schifrin (Music from Mission: Impossible, 1967), Bonnie Raitt (Takin' My Time, 1973), Bob Dylan, Linda Ronstadt (What's New, 1983), Tom Waits (Closing Time, 1973) nebo Madonna (I'm Breathless, 1990). Byl členem skupiny The Wrecking Crew.